# أمريكي في توليدو (فلم)
أميركي في توليدو (بالإسبانية: Un americano en Toledo)، هو فيلم كوميدي إسباني من عام 1960 من إخراج كارلوس أريفالو وخوسيه لويس مونتر وبطولة سيلفيا مورغان وجورج ريفيير. 

## طاقم التمثيل
- إنجيل ارابال
- ماتيلدا أرتيرو
- أنخيل كاليرو
- خوان كالفو في دور المفوض
- ماريا كانيت
- كونشا كانيزاريس
- ماريا كوفان
- مانويل فلوريس
- فرانسيسكو أنطونيو جوميز
- غييرمو هيدالغو
- خوسيه اسبيرت في دور رومان
- ايمي ماركيز
- أنطونيو مولينو روجو
- ماريو مورينو
- سيلفيا مورغان في دور ماريا
- بينكي بريندل
- جورج ريفيير في دور آرثر
- إلياس رودريغيز

## فهرس
- خيسوس غارسيا رودريجو. José Isbert، en el recuerdo de Albacete . Diputación de Albacete ، 1998.

## روابط خارجية
- أمريكي في توليدو  في قاعدة بيانات الأفلام على الإنترنت (بالإنجليزية)